# Stefano Desimoni
Stefano Desimoni, talvolta indicato come Stefano De Simoni (Parma, 12 aprile 1988), è un giocatore di baseball italiano.

## Carriera

### Club
Ha iniziato a giocare a baseball in alcune squadre del territorio parmense, come l'Astra e il Collecchio. Nel 2003 e nel 2004 ha disputato il campionato di Serie A2 militando nel Junior Parma.
All'età di 17 anni si è trasferito nella squadra più blasonata del capoluogo ducale, il Parma Baseball, con cui nel 2010 ha vinto il decimo scudetto nella storia del club.
Nel 2015 lascia Parma per la prima volta in carriera, approdando al Rimini Baseball. Con la formazione neroarancio conquista lo scudetto 2015, titolo che mancava da 9 anni nella bacheca romagnola. Nel corso della stagione successiva la squadra gioca le finali del campionato italiano e di European Champions Cup, non riuscendo però a vincerle.
A partire dalla stagione 2017 torna ad essere un giocatore del Parma Baseball. Nel 2021, insieme alla squadra emiliana, si laurea campione d'Europa conquistando l'European Champions Cup 2021, trofeo che Parma non vinceva da 22 anni.

## Nazionale
Il suo debutto in Nazionale maggiore risale al 2010, anno in cui è stato schierato esterno-centro nella squadra che vinse il titolo europeo. Non convocato per il Mondiale 2011, ha bissato il titolo europeo l'anno successivo.
Al termine della stagione 2012, aveva al suo attivo 28 presenze nella Nazionale italiana.
Con la nazionale azzurra ha disputato il World Baseball Classic 2013.

## Palmarès

### Club
- Campionati italiani: 3

Parma: 2010
Rimini: 2015
Parma: 2024
- Coppe Italia: 1

Rimini: 2016
- Coppe dei Campioni: 1

Parma: 2021

### Nazionale
- Campionati europei: 2

Italia: 2010, 2012